# Antygon II Gonatas
Antygon Gonatas (ur. ok. 320 p.n.e., zm. 239 p.n.e.) – król macedoński w latach 276-239 p.n.e. z dynastii Antygonidów, syn Demetriusza Poliorketesa i Filii, córki Antypatra.

## Życiorys
W czasie, kiedy jego ojciec uczestniczył w działaniach wojennych na wschodzie, Antygon sprawował władzę w Grecji jako jego namiestnik. Po wzięciu Demetriusza do niewoli przez Seleukosa, Antygon zmuszony był uznać władzę Seleucydów nad Macedonią, utrzymując kontrolę jedynie nad Grecją. Po śmierci Seleukosa w 281 p.n.e. Demetriusz wysunął aspiracje do ponownego przejęcia Macedonii. W ten sposób wszedł w konflikt z następcą Seleukosa, Antiochem.
W 279 p.n.e. walczył przeciwko Celtom, którzy wtargnęli wówczas na tereny Grecji. W 278 p.n.e. zawarł pokój z Antiochem, czasowo rezygnując z przejęcia Macedonii. Wziął za żonę siostrę Antiocha Filę. W 277 rozbił pod Lizymachią  armię Celtów, którzy najechali tereny Macedonii i Tracji. W 276 został obwołany królem przez Macedończyków, po części za sprawą zwycięstwa nad barbarzyńcami. Spowodowało to konflikt z władcą Epiru Pyrrusem, który trwał do śmierci tego drugiego w 272 p.n.e. i zakończył się przejęciem kontroli nad Macedonią przez Antygona.
W 267 p.n.e., za poduszczeniem Ptolemeuszy, doszło do wybuchu powstania w Grecji przeciwko władzy Antygona, znanego w historii jako wojna chremonidejska. Antygon pokonał w 265 p.n.e. przywódcę powstania Areusa, w 262 p.n.e. zdobył Ateny i ostatecznie stłumił grecki ruch wyzwoleńczy. W 255 p.n.e. podpisał pokój z Ptolemeuszem II. Wcześniej pokonał go w bitwie niedaleko Kos, której dokładna data nie jest znana. W 253 w Koryncie wybuchła rewolta  przeciw Antygonowi, pod przywództwem Aleksandra. Antygon zażegnał ten konflikt dopiero w 244 p.n.e. przy pomocy wybiegu dyplomatycznego, proponując małżeństwo swojego syna Demetriusza z wdową po zmarłym w międzyczasie Aleksandrze, Nikają.
W 243 Korynt został zajęty przez armię Ligi Achajskiej. Do śmierci w 239 p.n.e. Antygon zdołał utrzymać kontrolę w rejonie. Zapoczątkował panowanie dynastii Antygonidów, władającej Macedonią do likwidacji królestwa przez republikę rzymską.